# ایویه
ایویه (به لاتین: Iwye) یک منطقهٔ مسکونی در بلاروس است که در منطقه گرودنو واقع شده‌است. ایویه ۹٬۶۸۴ نفر جمعیت دارد.